# Landshofmeisteramt

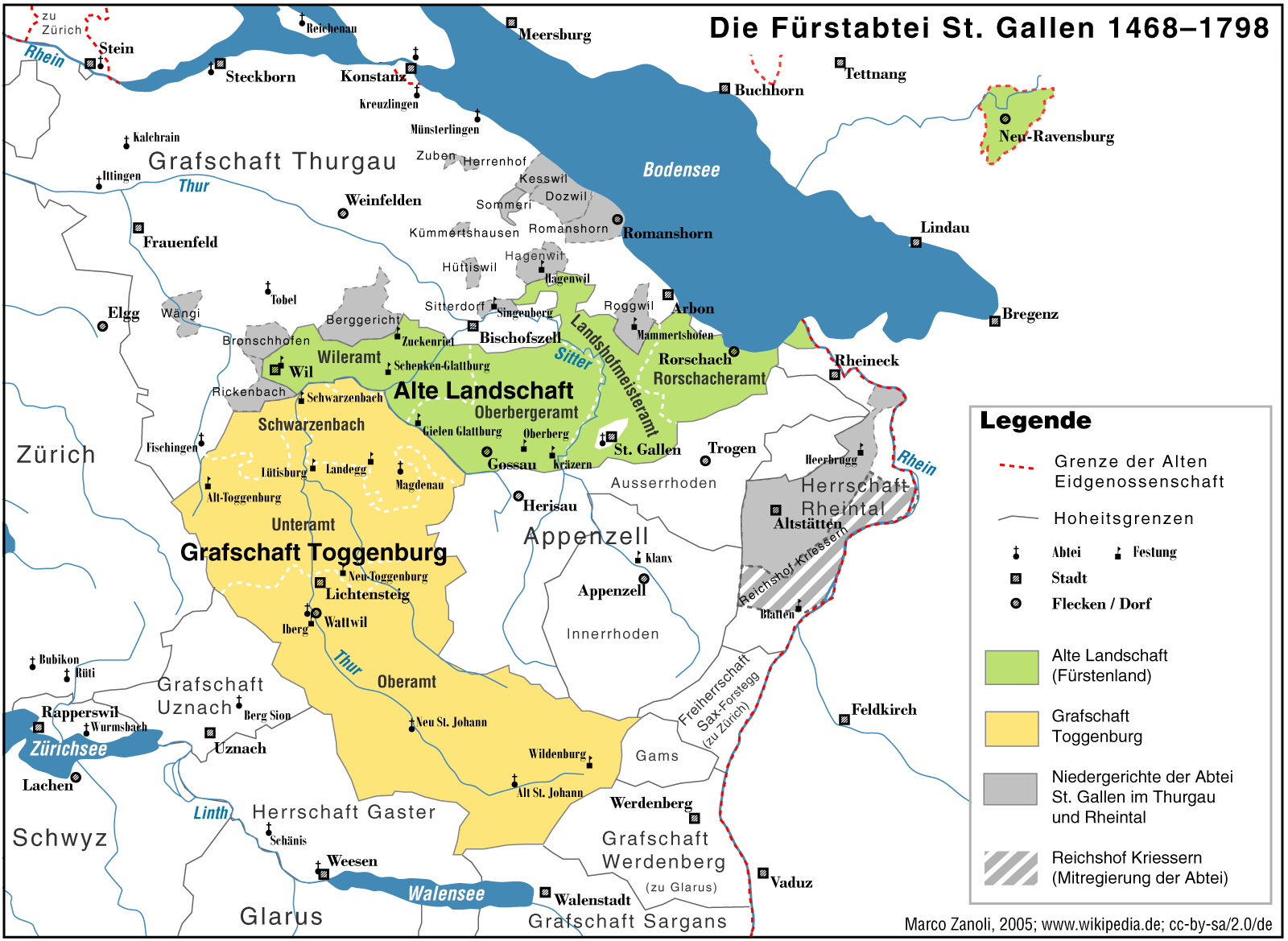
Der St. Galler Klosterstaat 1468–1798

Das Landshofmeisteramt war ein Verwaltungsbezirk im Oberamt der Alten Landschaft des St. Galler Klosterstaates. Es umfasste das sogenannte Hofgericht mit den Hauptmannschaften Straubenzell, Gaiserwald, Bernhardzell, Lömmenschwil, Wittenbach, Berg und Rotmonten, die Niedergerichte Tablat und Muolen sowie die vier thurgauischen Niedergerichte Sommeri, Hagenwil, Hefenhofen und Roggwil.
Das Hofgericht war besonders eng an das Kloster gebunden, hatte kein eigenes Niedergericht und musste einer Offnung entbehren. Die Vorsteher der sieben Hauptmannschaften waren keine Ammänner, sondern vom Kloster eingesetzte Hauptleute.
An der Spitze des Landshofmeisteramt stand der äbtische Hofmeister. Dieses Amt entwickelte sich aus demjenigen des Hofammanns und wird 1474 unter Abt Ulrich Rösch erstmals erwähnt. Ab Mitte des 17. Jahrhunderts wurde der Hofmeister Landshofmeister genannt. Er war erster Minister des Abts mit Regierungs- und Richterfunktionen sowie mit diplomatischen Aufgaben wie der Vertretung an der Tagsatzung.
Der Landshofmeister residierte in Straubenzell in der Burg Waldegg unweit des Tröckneturms, das Hochgericht tagte in St. Fiden. Die heute nicht mehr bestehende Burg Waldegg bestand aus einem Schloss mit mehreren Wohnungen und einem gewölbten Keller, einer Kapelle und einer doppelten Scheune.
Das Landshofmeisteramt existierte bis zur Aufhebung der Fürstabtei im Jahr 1805.